# Ichirō Suganami
Ichirō Suganami (jap. 菅波 一郎 Suganami Ichirō; ur. 22 czerwca 1895 w Miyazaki, zm. 7 czerwca 1960) – japoński wojskowy i dyplomata, generał major Cesarskiej Armii Japońskiej. Po przejściu na chrześcijaństwo przyjął imię Ignacy Paweł.

## Służba wojskowa
Ichirō Suganami urodził się w 1895 roku w Miyazaki, w zamożnej rodzinie pochodzenia samurajskiego (shizoku). Za młodu wybrał służbę wojskową. Od sierpnia 1937 był oficerem sztabowym. 15 lipca 1938 otrzymał awans na pułkownika, a 1 sierpnia 1942 na generała majora. 13 września 1944 przeszedł w stan spoczynku, gdyż popadł w niełaskę u cesarza Hirohito, nieustannie wzywając go do poddania się i zakończenia działań wojennych. Po wojnie pracował do końca życia jako prywatny nauczyciel  .
Przebieg służby:
- 1937-08-26 – 1938-04-07  oficer sztabowy armii japońskiej rejonu północnych Chin
- 1938-04-07 – 1939-12-01 attaché wojskowy ambasady w Londynie i Ottawie[5]
- 1939-12-01 – 1940-05-15 praca w Sztabie Generalnym Cesarskiej Armii Japońskiej
- 1940-05-15 – 1941-07-07 dowódca 222. Pułku Piechoty w północnych Chinach
- 1941-07-07 – 1942-08-31 szef Specjalnej Agencji w Hailar
- 1942-08-31 – 1942-11-12 praca w Sztabie Generalnym
- 1942-11-12 – 1944-06-26 szef sztabu gubernatora okupacyjnego Hongkongu
- 1944-06-26 – 1944-09-13 w rezerwie[1] .

## Nawrócenie
Matka Ichirō Suganami była protestantką, a ojciec wyznawcą tradycyjnej religii japońskiej, lecz prowadził rozmowy z katolickim misjonarzem ks. Joly. On sam formalnie pozostając w tradycji ojca, był zdystansowany wobec, jak to określał „zabobonów”. Przez cały czas służby wojskowej studiował chrześcijaństwo i buddyzm, a także inne religie. Nie rozumiał podziału chrześcijaństwa. Będąc generałem czytał Pismo Święte. Jako szef sztabu japońskiego gubernatora Hongkongu sprzeciwiał się prześladowaniom tamtejszych chrześcijan, m.in. zablokował przekształcenie budynku kościoła baptystów w Koulun na wojskowy dom publiczny. Zwracał uwagę na wartościową tam społecznie rolę chrześcijaństwa.
Jego wybór nie dokonał się jednak na drodze intelektualnej. Gdy był już na emeryturze, w 1947 roku spacerował po wiosce Kitami pod Tokio. Usłyszał wówczas dzwon na Anioł Pański w tamtejszym kościele katolickim. Jak potem wspominał, odczuł wewnętrzny głos Jezusa Chrystusa, który go wzywał i mówił: „Nie musisz próbować wedrzeć się w tajemnicę Bożą; nie bądź niewierzącym, lecz wierzącym”. Zaraz poszedł do tamtejszego księdza Ochoshi, a następnie zaczął katechumenat. 15 października 1948 przyjął chrzest oraz nowe imię Ignacy Paweł. Głosił potem, że najważniejszą cnotą jest pokora i ona „pozwoliła mu przyjąć Objawienie Boże”.

## Rodzina
Ichirō Suganami miał młodszego brata i siostrę. Brat Saburō Suganami (1904–1985) również został wojskowym, służył w 45. kompanii w Kumamoto. Następnie był członkiem Ruchu Młodych Oficerów, którzy dokonali próby zamachu stanu w 1936 roku.
Ichirō Suganami miał żonę i dwie córki. Na dzień przed zrzuceniem przez USA bomby atomowej na Hiroszimę ostrzegł je, aby natychmiast opuściły to miasto, w którym odwiedzały kuzynów. Wyjechały więc do Nagasaki i tam również zostały ostrzeżone przez niego dzień przed atakiem. Jedna z córek, Rieko Suganami–Evans, wyznała potem, iż ojciec będąc attaché wojskowym w Londynie nawiązał kontakt z wywiadem alianckim, przez który został uprzedzony. Po kapitulacji Japonii, na polecenie gen. Douglasa MacArthura, jako jedyny z generałów nie został zamknięty w obozie jenieckim. Jego żona, która żyła 104 lata, pozostając z drugą córką, a także brat, do końca życia uważali to za dyshonor .
Rieko Suganami wyszła za Josepha Evansa, pomocnika MacArthura i agenta CIA. W późniejszych latach zamieszkała z nim w New Bern. Śladem ojca przyjęła katolicyzm, lecz po wielu latach pobytu w USA przystąpiła do baptystów. Jest aktywna społecznie i religijnie, troszcząc się też o dobre imię jej ojca, jako japońskiego patrioty .